# الیزابت ولفورد
الیزابت ولفورد (متولد ۱۷ دسامبر ۱۹۶۶) قاضی دادگاهی منطقه ای از ایالات متحده در ناحیه غربی نیویورک است. وی اولین قاضی زنی است که در منطقه غربی خدمت می‌کند.

## زندگی‌نامه
ولفورد در سال ۱۹۶۶، در بوفالو، نیویورک متولد شد. وی مدرک کارشناسی هنر را در سال ۱۹۸۹ از دانشگاه کلگیت دریافت کرد. وی در سال ۱۹۹۲ دکترای حقوق را از دانشکده حقوق دانشگاه نوتردام دریافت کرد. پس از فارغ‌التحصیلی از دانشکده حقوق، وی به عنوان یک شریک به شرکت حقوقی ولفورد ال ال که اخیراً تأسیس شده بود، پیوست و تمام حرفه خود را در یک کار خصوصی در آن شرکت گذراند. عمل وی در زمینه‌های دادرسی تجاری، استخدامی و جراحات شخصی در دادگاه‌های فدرال و ایالت متمرکز بود. وی از سال ۲۰۰۳ تا ۲۰۰۴ به عنوان رئیس انجمن وکلای زن بزرگ روچستر و از ۲۰۱۰ تا ۲۰۱۲ به عنوان رئیس بنیاد وکلای دادگستری مونرو خدمت کرد.

## خدمات قضایی فدرال
در تاریخ ۱۶ مه ۲۰۱۳، باراک اوباما، رئیس‌جمهور آمریکا ، ولفورد را به عنوان قاضی منطقه دادگاه ایالات متحده برای منطقه غربی نیویورک، برای کرسی خالی شده توسط قاضی چارلز ج. سیراگوسا، که در دسامبر به مقام ارشد رسید در ۱۵، سال ۲۰۱۲معرفی کرد. کمیته قضایی سنا نامزدی وی را در اول اوت ۲۰۱۳ با رأی یک‌صدا مجلس سنا گزارش داد. در دسامبر سال ۲۰۱۳، سنا با رای ۵۵–۴۱ کفایت مذاکرات در مورد نامزدی ولفورد را اعلام کرد. سپس مجلس سنا وی را با رأی ۷۰–۲۹ انتخاب کرد. وی کمیسیون قضایی خود را در ۱۷ دسامبر ۲۰۱۳ دریافت کرد.